# Asprillas
Asprillas  (en valenciano y oficialmente Asprella) es una partida rural y pedanía española perteneciente al municipio de Elche, en la provincia de Alicante, Comunidad Valenciana. Está situada en la parte central de la comarca del Bajo Vinalopó, limítrofe con Alzabares Bajo, La Baya Alta, La Baya Baja, La Hoya y con el municipio de Santa Pola.
Asprillas carece de núcleo urbano. Hasta la Guerra Civil cuando fue derruida, existía una iglesia, aunque estaba situada en el término de Las Bayas, y cuyas ruinas permanecieron en pie hasta hace pocos años. En la actualidad sus habitantes pertenecen en su mayoría a la parroquia de Las Bayas. También existió un colegio, que aunque está reformado, ya no se utiliza como tal y sirve para los vecinos para realizar reuniones y diversas actividades lúdico-culturales. Es la sede para diversas asociaciones vecinales.

## Demografía
Según el Instituto Nacional de Estadística de España, en el año 2023 Asprillas contaba con 437 habitantes censados.
El número de habitantes se ha mantenido más o menos constante en los últimos años, compensando los habitantes que abandonan la partida con aquellos que iban de otras o incluso del casco urbano, que se transladan en busca de la tranquilidad que ofrece esta partida.
Casi todos los escolares de Asprillas estudian en el Colegio Público Maestro Narciso Merino de Las Bayas, exceptuando algunos casos que se desplazan a la ciudad de Elche o a la pedanía de La Hoya.
Aunque predomina el uso del valenciano en toda la partida rural, es de destacar el fuerte auge que está experimentando el castellano como primera lengua de muchos habitantes jóvenes.

### Evolución de la población
| Gráfica de evolución demográfica de Asprillas entre 2011 y 2023 |
|                                                                 |
| Datos según el nomenclátor publicado por el INE.                |

## Economía
Pese a ser la agricultura la actividad primordial, la mayor parte de la población trabaja fuera de la partida rural en el sector secundario y terciario.

## Cultura
A nivel cultural destaca la Torre del Palombar, la cual posee una pequeña ermita donde hasta los años 1980 se oficiaban misas. Por otra parte la Casa Grande de Asprillas, pese a su nombre, se encuentra situada en la pedanía de Baya Alta. No se debe olvidar al grupo Asprillas Teatro, uno de los grupos amateurs más veteranos de Elche y que tiene su sede en el colegio de Asprillas.
El Club de Tenis de Elche se sitúa en esta partida.

### Fiestas
Las fiestas patronales de Asprillas se celebran en honor a San Pedro en el mes de junio. Las fiestas comienzan con una romería en la que se trae al santo desde Las Bayas hasta el recinto festero (antiguo colegio de Asprillas), donde, entre otros actos, tiene lugar una charanga, sopar de cabaset, baile, concurso de paellas, y una misa en honor al santo. Es de destacar que se han celebrado bautizos. El último día, el santo vuelve en romería hasta Las Bayas, en donde se celebra una procesión en su honor.